# کوندرن
کوندرن (به فرانسوی: Condren) یک کمون (فرانسه) در فرانسه است که در ان (ا-دو-فرانس) واقع شده‌است. کوندرن ۵٫۵۸ کیلومتر مربع مساحت دارد ۵۱ متر بالاتر از سطح دریا واقع شده‌است.